# Beatbetrieb
 (avril 2020).
Beatbetrieb est un groupe allemand de pop chrétienne, originaire de Stuttgart.

## Histoire
En 1997, Andreas Volz, Felix Neun, Tobi Wörner et Theo Eißler fondent la groupe Beatbetrieb et publient avec le producteur Derek von Krogh l'année suivante un maxi-CD. À partir du début des années 2000, Michael Janz est le seul chanteur à la place d'Andreas Volz et Felix Neun. En 2000, le groupe est présent dans la compilation WWJD: What Would Jesus Do? - Die CD! de Gerth Medien. À l'Expo 2000 de Hanovre, le groupe se produit lors de l'événement jeunesse JesusHouse dans le Pavillon der Hoffnung. À l'automne 2001, le groupe signe un contrat avec Polydor et, en septembre 2002, le single Wenn du es so willst au 75e rang des charts allemands. En mars 2003, le groupe a une surprenante deuxième place au concours de sélection pour représenter l'Allemagne au Concours Eurovision de la chanson 2003 avec la chanson Woran glaubst du?. Après la production du single Raus aus dem Labyrinth, Theo Eißler qui fait les parties de rap part en juillet 2003. La même année, les stations de radio Fritz, N-Joy, Bremen Vier, MDR Jump et SR 1 nomment le trio de Stuttgart avec le single Wenn du es so willst pour le prix Echo du meilleur nouvel artiste. En janvier 2006, Beatbetrieb compte cinq membres : le guitariste Winnie Schweitzer, le bassiste Markus Spider Dilger, le claviériste Ralf Schuon, le batteur Tobi Wörner et le chanteur Michael Janz.

## Discographie
Albums
- 2003 : Immer (Polydor)
- 2005 : Die neue Zeitrechnung (autoproduction)
- 2006 : akustisch & live (Hänssler Verlag)

Singles
- 1998 : Beatbetrieb (Pila Music)
- 2002 : Wenn du es so willst (Stereo Wonderland (UMG))
- 2003 : Woran glaubst du? (Stereo Wonderland (UMG))
- 2003 : Raus aus dem Labyrinth (Polydor)
- 2004 : Die Fragen der Menschheit (Island (UMG))

## Source de la traduction
- (de) Cet article est partiellement ou en totalité issu de l’article de Wikipédia en allemand intitulé « Beatbetrieb » (voir la liste des auteurs).

1. ↑  (de) « Beatbetrieb », sur offiziellecharts.de (consulté le 4 avril 2020)
2. ↑  (de) « 'Beatbetrieb' kam beim Grand Prix auf den zweiten Platz », sur kath.net, 2003 (consulté le 4 avril 2020)
3. ↑  (de) « Bremen Vier-Hörer stimmen ab über Radio-Nachwuchspreis beim ECHO 2003 », sur Radio Bremen, 2003 (consulté le 4 avril 2020)